# Große Mühl
La Große Mühl est une rivière allemande puis autrichienne, d'une longueur de 71 km, affluent en rive gauche du Danube. Elle prend sa source à l'extrémité sud-est de la Bavière avant de passer dans le land de Haute-Autriche.